# Spörcken (Adelsgeschlecht)

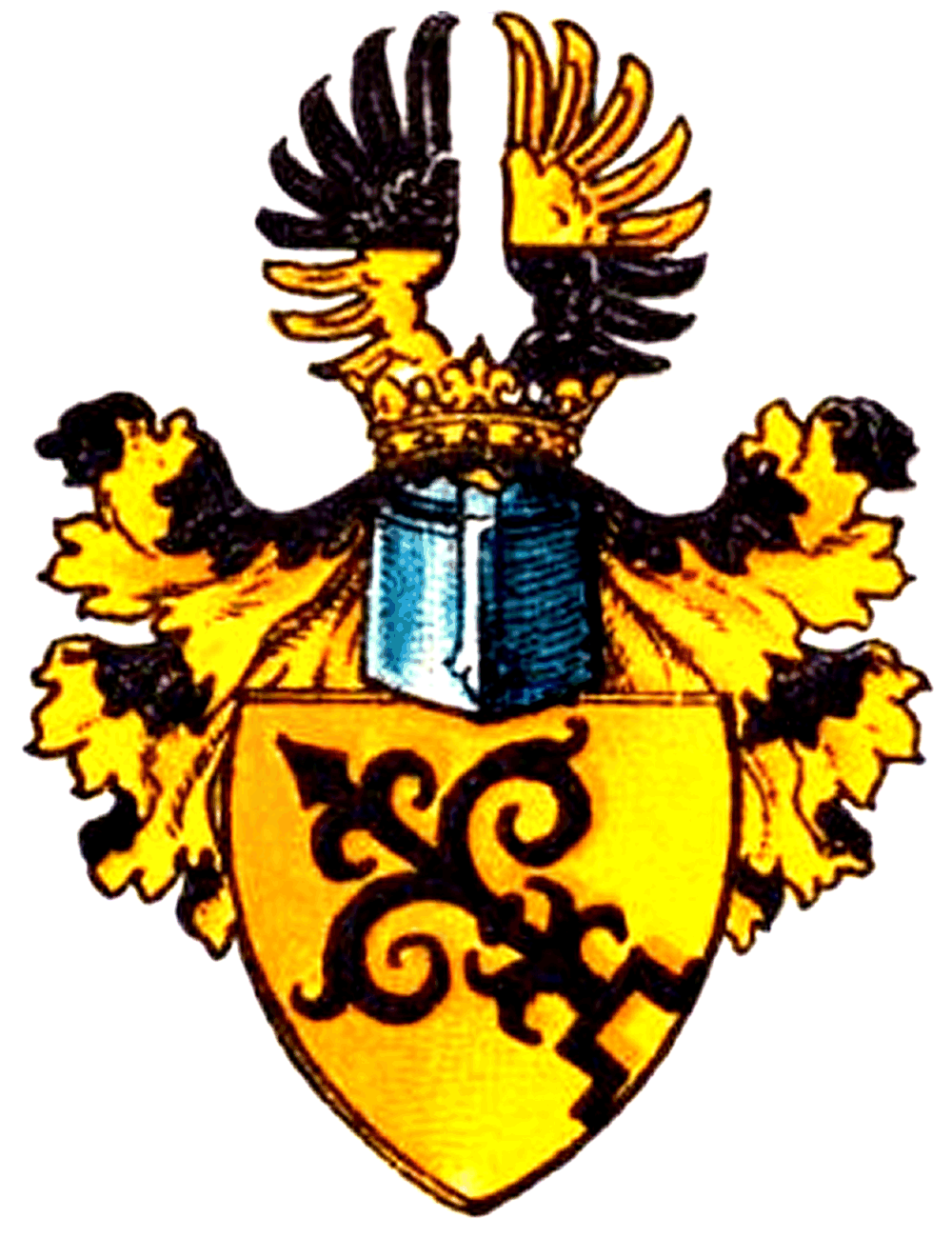
Wappen derer von Spörcken

Spörcken (auch Spoercken) ist der Name eines Lüneburger Uradelsgeschlechts.

## Geschichte
Das Geschlecht erscheint urkundlich erstmals 1308 mit Fredericus Sporeke und später mit dem Famulus Johannes Sporeke, der am 20. Dezember 1352 urkundlich siegelt. Schon im Jahr 1367 war das Geschlecht nachweislich mit dem herzoglich braunschweigischen Erb-Pütkeramt (im Fürstentum Lüneburg) beliehen.
Von 1360 bis 1827 war das Rittergut Langlingen bei Celle im Besitz der Familie, seit Mitte des 17. Jahrhunderts auch Dahlenburg. Das Rittergut Lüdersburg bei Lüneburg befindet sich seit dem 18. Jahrhundert bis heute in ihrem Besitz. 
Ernst Wilhelm von Spörken auf Langlingen, der kurfürstlich braunschweigisch-lüneburgischen Geheimrat und Landschaftsdirektor, wurde am 16. September 1717 in den Reichsfreiherrenstand mit Wappenbesserung erhoben. 
Am 7. April 1790 erfolgte die Aufnahme des Obersten und Generaladjutanten Adolf Ludwig von Spörcken auf Rubow in Mecklenburg, Molzen, Dahlenburg, Süschendorf usw. in die Mecklenburgische Ritterschaft.

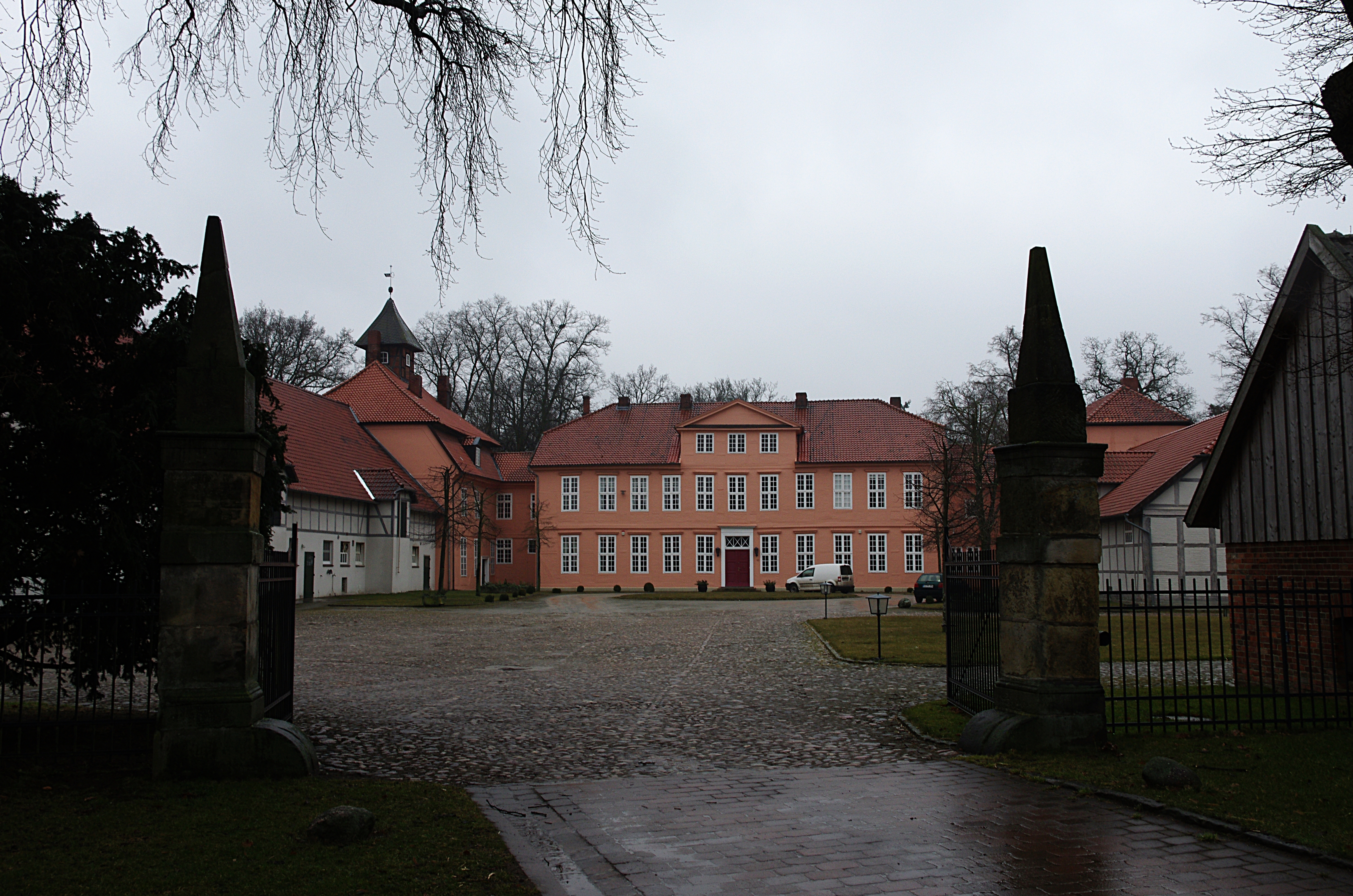
Rittergut Langlingen
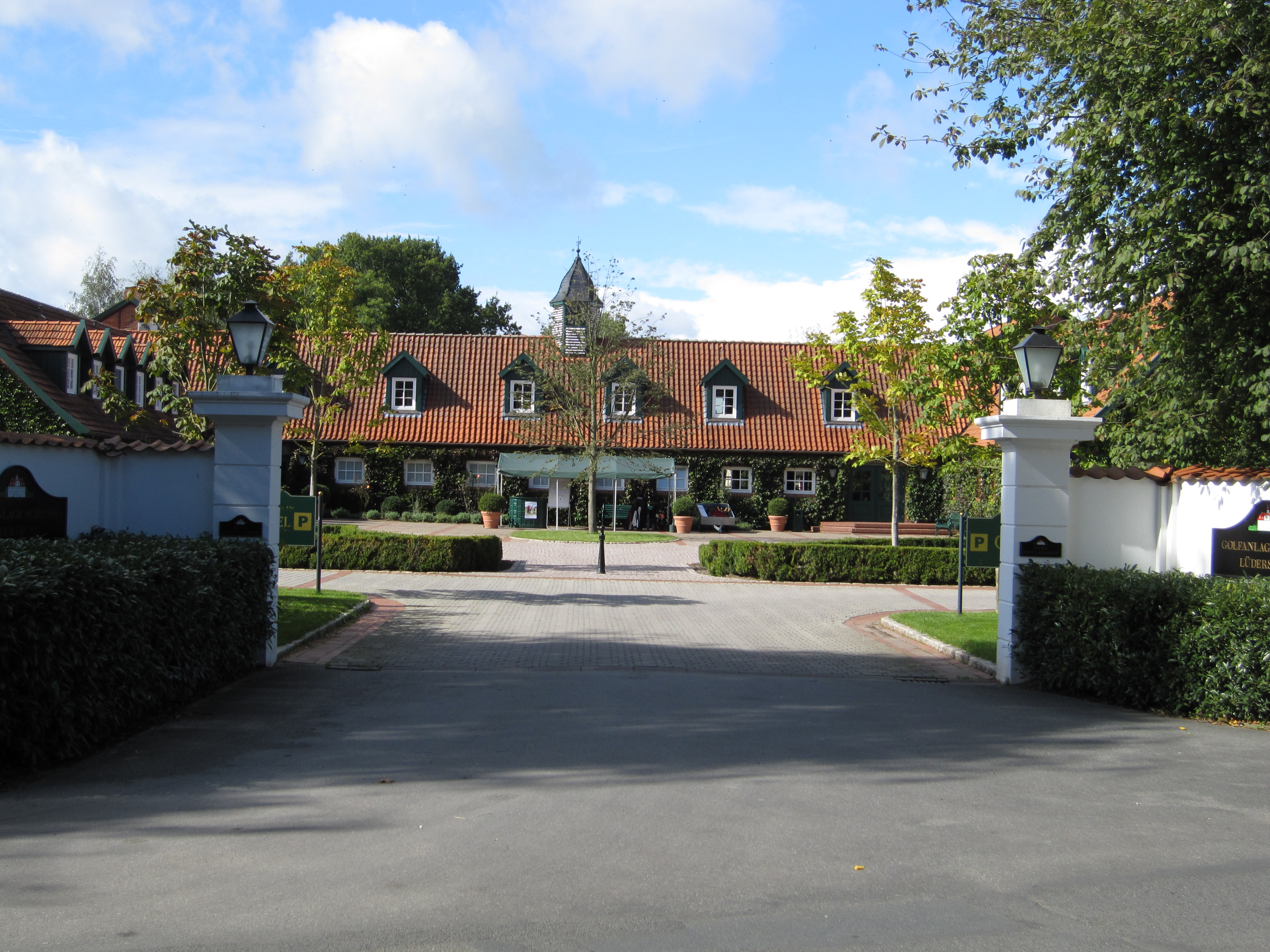
Rittergut Lüdersburg
v. Spörckensches Haus in der Schmiedestraße in Hannover

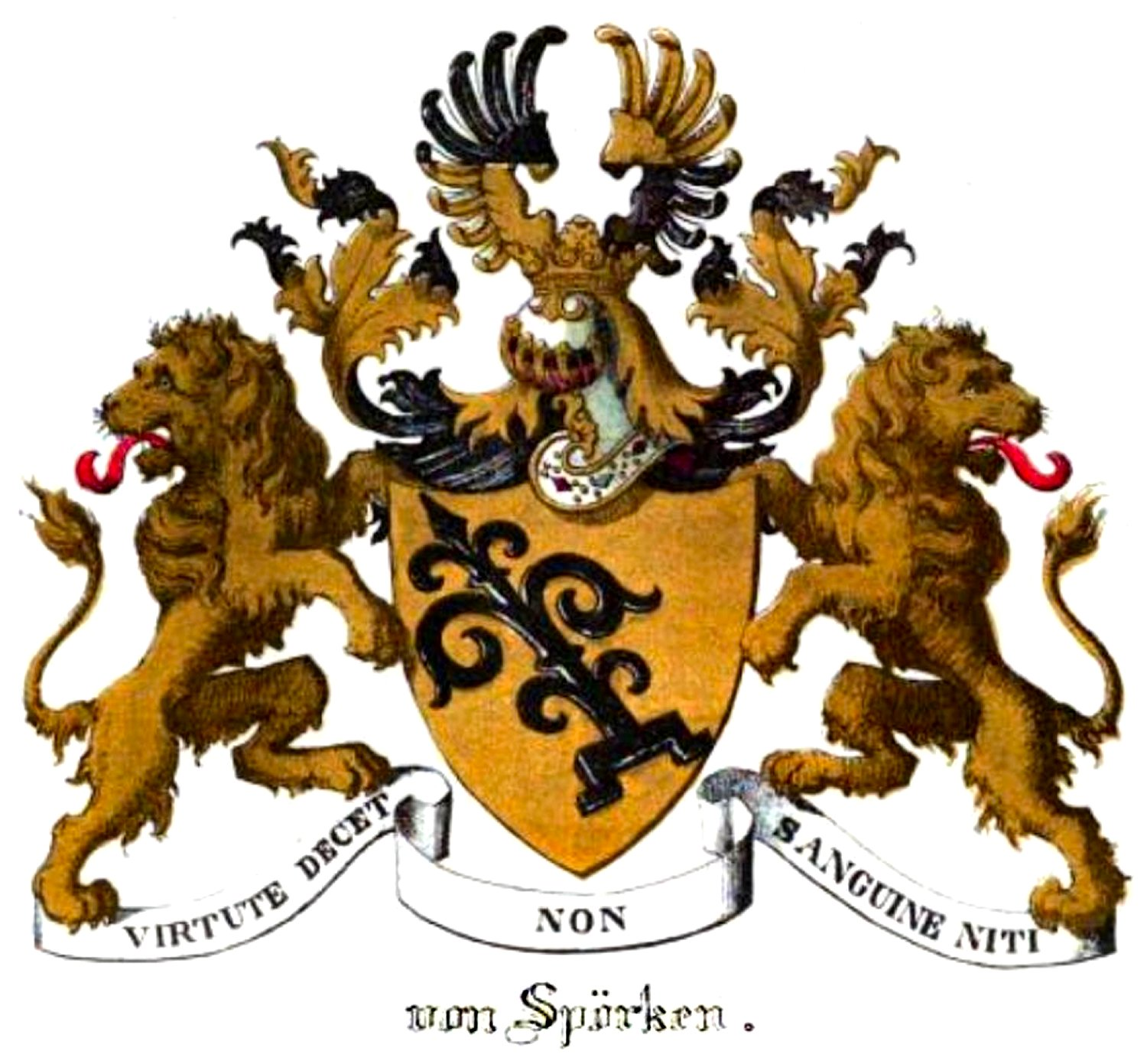
Wappen derer von Spörcken, 1717

## Wappen
Das Stammwappen zeigt in Gold einen schräggestellten schwarzen Kesselhaken (Bratenbock; auch als verzierte Haspe gedeutet). Auf dem Helm mit schwarz-goldenen Helmdecken ein von Schwarz und Gold übereck geteilter offener Flug. Das Wappen von 1717 ist das Stammwappen, erweitert um zwei goldene Löwen als Schildhalter.

## Personen

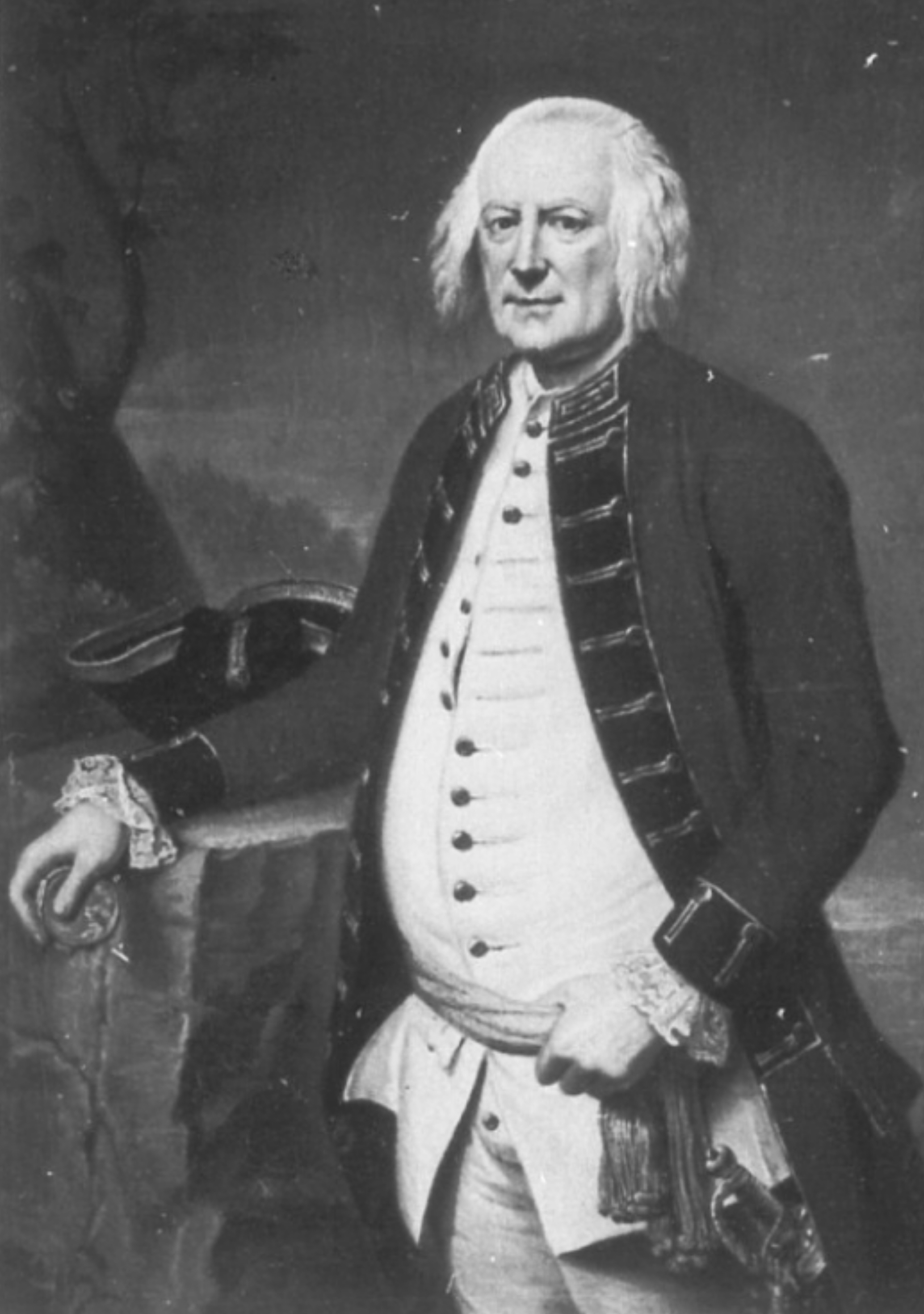
Friedrich von Spörcken (1698–1776), Feldmarschall

- Alexander Freiherr von Spoercken, Präsident des europäischen Golfunternehmer-Verbandes
- Dorothea von Spörcken, 1549–†1565 Äbtissin von Wienhausen[6]
- Elisabeth von Spörcken aus dem Hause Dahlenburg (1560–1633), erst Priorin, dann 1625–1633 Domina von Kloster Ebstorf[7]
- Ernst Wilhelm von Spörcken (1665–1726), Kurhannoverscher Geheimer Rat, Direktor der Land- und Ritterschaft im Fürstentum Celle, Direktor der Ritterakademie zu St. Michael in Lüneburg, kaiserlicher Subdelegierter im Herzogtum Mecklenburg-Schwerin
- Friedrich von Spörcken (1698–1776), kurfürstlich braunschweig-lüneburgischer Feldmarschall und kommandierender General im Siebenjährigen Krieg
- Adolf Ludwig von Spörcken, Vater von:
  - August Otto Ludwig von Spörcken, hannoverscher Ober-Stallmeister und Kammerherr und sein Bruder
  - Friedrich Freiherr von Spörcken, königlich hannoverscher Landstallmeister in Celle (1839–1867) mit enormem Einfluss auf die Hannoveraner-Pferdezucht und die bauliche Entwicklung des Landgestüts Celle; Friedrich von Spörken soll aus Protest gegen die preußische Annexion Hannovers zurückgetreten sein, war aber 1867 noch im Amt.
- Johann von Spörcken (1486–1581), Herr auf Dahlenburg, Molzen und Süschendorf, herzoglich braunschweig-lüneburgischer Land- und Schatzrat[8]
- Katharina von Spörcken aus dem Hause Dahlenburg, seit 1581 Gemahlin des Herzogs Moritz von Sachsen-Lauenburg (1551–1612)[5]
- Otto Friedrich Ernst von Spoercken (1849–1938), deutscher Offizier